# Great Braxted
Great Braxted est un village et une paroisse civile de l'Essex, en Angleterre. Il est situé dans l'est du comté, à 7 km à l'est du centre-ville de Witham. Administrativement, il relève du district de Maldon. Au recensement de 2011, il comptait 330 habitants.

## Toponymie
Le nom Braxted est d'origine vieil-anglaise et pourrait désigner un endroit (stede) où poussent des fougères (bracu). Il est attesté sous la forme Brachestedam dans le Domesday Book, compilé en 1086.
L'élément Great permet de distinguer ce village de son voisin Little Braxted, situé juste à l'ouest.